# Rugby Club I Cavalieri 2009-2010

## Super 10 2009-10

### Stagione regolare
| Incontro                    | Andata | Ritorno |
| --------------------------- | ------ | ------- |
| I Cavalieri — Benetton      | 0-20   | 30-24   |
| Rugby Roma — I Cavalieri    | 22-15  | 6-22    |
| I Cavalieri — Viadana       | 21-10  | 11-25   |
| L’Aquila — I Cavalieri      | 20-29  | 25-19   |
| I Cavalieri — GRAN Parma    | 35-0   | 23-14   |
| Petrarca — I Cavalieri      | 25-17  | 19-24   |
| I Cavalieri — Veneziamestre | 29-21  | 34-16   |
| I Cavalieri — Parma         | 24-17  | 20-26   |
| Rovigo — I Cavalieri        | 13-9   | 42-32   |

#### Risultati della stagione regolare
| Posizione | G  | V  | N | P | PF  | PS  | DP  | B | Pen | Pt |
| --------- | -- | -- | - | - | --- | --- | --- | - | --- | -- |
| 5ª        | 18 | 10 | 0 | 8 | 394 | 344 | +50 | 8 | 4   | 44 |

## Coppa Italia 2009-10

### Prima fase

#### Girone A
| Incontro                 | Risultato |
| ------------------------ | --------- |
| I Cavalieri — Parma      | 17-8      |
| Benetton — I Cavalieri   | 45-9      |
| Rovigo — I Cavalieri     | 28-14     |
| I Cavalieri — GRAN Parma | 61-17     |

#### Risultati del girone A
| Posizione | G | V | N | P | PF  | PS | DP | B | Pt |
| --------- | - | - | - | - | --- | -- | -- | - | -- |
| 3ª        | 4 | 2 | 0 | 2 | 101 | 98 | +3 | 1 | 9  |

## Verdetti
- I Cavalieri qualificati alla European Challenge Cup 2010-2011